# Strohmarkt (Neustadt an der Weinstraße)
Der Strohmarkt ist eine Straße innerhalb von Neustadt an der Weinstraße.

## Geographie
Die Straße befindet sich im Norden der Kernstadt. Sie ist Bestandteil der Kernzone Altstadt. De facto besteht sie aus drei Straßen, von denen zwei horizontal parallel zueinander verlaufen. Die nördliche ist Bestandteil der Bundesstraße 38, ist auf der nördlichen Straßenseite bebaut und geht in westlicher Richtung in die Rittergartenstraße und in die östliche Richtung in die Maximiilianstraße über. Parallel zu dieser verläuft ein südlicher Straßenast, der auf der südlichen Straßenseite bebaut ist. Beide Straßen sind durch den Floßbach getrennt, der in diesem Bereich unterirdisch verläuft. Die dritte Straße verläuft vertikal und mündet in die südliche der beiden horizontal verlaufenden Straßen; in südlicher Richtung geht sie in die quer verlaufende Zwerchgasse über.

## Bauwerke
Die Straße enthält mit einem Bankgebäude und dem Haus Fuchs zwei denkmalgeschützte Bauwerke. Früher befand sich am Strohmarkt außerdem eine Papiermühle.

## Infrastruktur
Am Strohmarkt existiert eine gleichnamige Bushaltestelle.